# Åldersbäcks herrgård

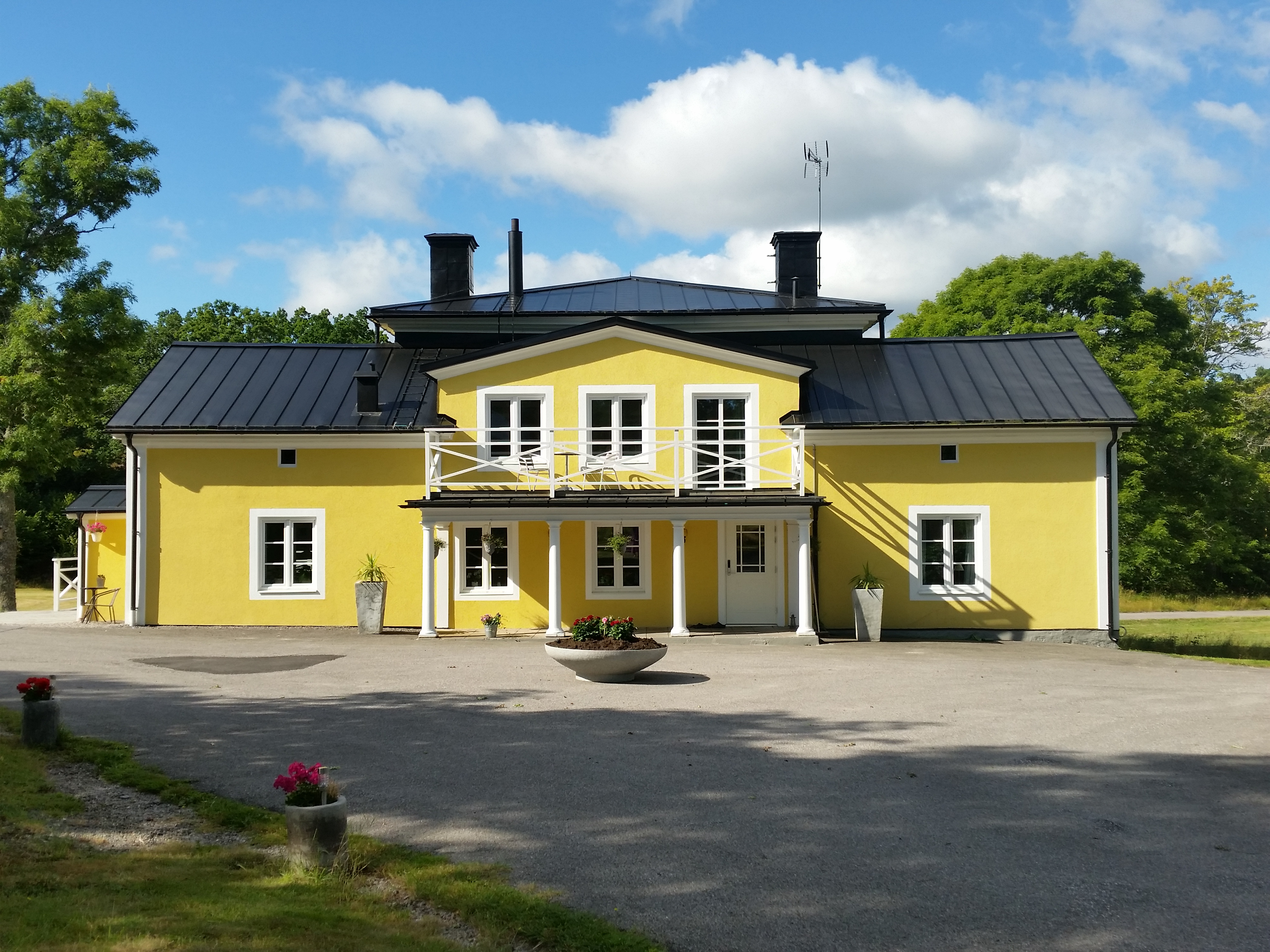
Åldersbäcks herrgård

Åldersbäck är en herrgård i Västerviks kommun, Småland (Kalmar län). Herrgården ligger cirka 1 mil sydost om tätorten Västervik i området Tjust inom Västrums socken. 
Gården ligger drygt 500 meter från Östersjöns strand. Huvudbyggnaden är relativt liten och har två våningsplan. På övervåningen finns en sal på cirka 70 kvadratmeter med en musikläktare och två kakelugnar. Herrgårdens gamla park, som bestod av en stor mängd fruktträd, är numera borta.

## Historia
Åldersbäck omnämns första gången 1368 under namnet Aldursbech. Bland gårdens tidiga ägare finns bland annat Bo Jonsson Grip, familjerna Gyllenstierna, Bielke, Oxenstierna och Posse. 
Ägarlängden från och med 1700-talet finns väl dokumenterad i Åldersbäcks gårdsarkiv. Herrgården har bland annat ägts av brukspatron Christopher Bauman, majoren och riddaren Välborne Herr Robert Montgomery, inspectoren C.S Cullberg, kammarjunkare Christer Wilhelm von Köhler, lotsfördelningschef Johan Leopold Windahl, agronom Carl Ossian Schweder, Kalmar Läns egnahems AB och AB Svensk Jordförmedling. 
1935 köptes gården av inspektor Erik Hallberg. Gården blev då huvudsakligen mjölkproducerande. Gården övertogs sedan av Erik Hallbergs söner, Ulf Hallberg och Åke Hallberg. 1997 såldes gården till Bruno Bengtsson och slogs ihop med Horns gård. Mjölkproduktionen är numera nedlagd. Sedan 2020 ägs gården av Henrik Hallberg och Carina Hallberg. 
Sommaren 1959 drabbades gården av en eldsvåda och ladugården totalförstördes. Den nuvarande ladugården uppfördes under 1960. 